# WCQS
Koordinaten: 35° 35′ 23″ N, 82° 40′ 26″ W
WCQS – Blue Ridge Public Radio ist die NPR-Station für das westliche North Carolina. Die Station gehört dem Western North Carolina Public Radio.  

## Geschichte
Western North Carolina Public Radio, Inc. (WNCPRI) wurde als nichtkommerzielle Firma 1979 gegründet, um ein Public-Radio-Angebot für den Westen von North Carolina auszustrahlen. Die Universität in Asheville half beim Aufbau der Station, und zunächst befanden sich die Studios auf dem UNCA-Campus.

## Stationen
Blue Ridge Public Radio sendet die Programme "BPR News" und" WCQS" über 19 separate Stationen.